# Deutsche Leichtathletik-Meisterschaften 1997
Die 97. Deutschen Leichtathletik-Meisterschaften wurden vom 27. bis zum 29. Juni 1997 im Waldstadion vom Frankfurt am Main ausgetragen.

## Ausgelagerte Disziplinen
Außerdem wurden Meistertitel in weiteren Disziplinen an verschiedenen anderen Orten vergeben, im Folgenden chronologisch aufgelistet.
- Crossläufe – Gotha, 1./2. März mit Einzel- / Mannschaftswertungen für Frauen und Männer auf jeweils zwei Streckenlängen (Mittel- / Langstrecke)
- Halbmarathon – Neustadt in Holstein, 2. März mit Einzel- / Mannschaftswertungen für Frauen und Männer
- Marathonlauf – Regensburg, 4. Mai mit Einzel- / Mannschaftswertungen für Frauen und Männer[2]
- Berglauf – Bühlertal im Schwarzwald, 17. Mai im Rahmen des Hundseck-Berglaufs mit Einzel- / Mannschaftswertungen für Frauen und Männer
- Läufe über 10.000 m (Frauen und Männer) – Osnabrück, 24. Mai
- 10-km-Gehen (Frauen) / 50-km-Gehen (Männer) – Naumburg (Saale), 25. Mai mit jeweils Einzel- und Mannschaftswertungen
- 100-km-Straßenlauf – Leipzig, 16. August mit Einzel- / Mannschaftswertungen für Frauen und Männer[3]
- Langstaffeln, Frauen: 3 × 800 m / Männer: 4 × 800 m und 4 × 1500 m – Lüdenscheid, 6. Juli im Rahmen der Deutschen Jugendmeisterschaften
- Siebenkampf (Frauen) / Zehnkampf (Männer) – Wesel, 30./31. August mit Einzel- und Mannschaftswertungen

## Sportliche Leistungen
Marc Blume wurde zum dritten Mal nacheinander Doppelmeister über 100 und 200 Meter, nachdem er bereits vorher mehrere Sprint-Einzeltitel geholt hatte und dies auch später noch einige Male wiederholte.

## Medaillengewinner Männer
Die folgenden Übersichten fassen die Medaillengewinner und -gewinnerinnen zusammen. Eine ausführlichere Übersicht mit den jeweils ersten acht in den einzelnen Disziplinen findet sich unter dem Link Deutsche Leichtathletik-Meisterschaften 1997/Resultate.
| Disziplin                                   | Gold                                                                         | Leistung       | Silber                                                                              | Leistung       | Bronze                                                                                     | Leistung                   |
| ------------------------------------------- | ---------------------------------------------------------------------------- | -------------- | ----------------------------------------------------------------------------------- | -------------- | ------------------------------------------------------------------------------------------ | -------------------------- |
| 100 m (Wind: −1,1)                          | Marc Blume (TV Wattenscheid 01)                                              | 10,46 s00      | Holger Blume (TV Wattenscheid 01)                                                   | 10,48 s00      | Patrick Weimer (MTG Mannheim)                                                              | 10,54 s00                  |
| 200 m (Wind: −0,7)                          | Marc Blume (TV Wattenscheid 01)                                              | 20,97 s00      | Daniel Bittner (TSV Bayer 04 Leverkusen)                                            | 21,01 s00      | Andreas Ruth (LC Rehlingen)                                                                | 21,13 s00                  |
| 400 m                                       | Jens Dautzenberg (Alemannia Aachen)                                          | 45,97 s00      | Daniel Bittner (TSV Bayer 04 Leverkusen)                                            | 46,15 s00      | Carlos Gachanja (SV Marburg)                                                               | 46,45 s00                  |
| 800 m                                       | Nico Motchebon (LAC Quelle Fürth/München)                                    | 1:47,49 min    | Oliver Daum (LAG Mittlere Isar)                                                     | 1:48,54 min    | Imran Sillah (ART Düsseldorf)                                                              | 1:48,75 min                |
| 1500 m                                      | Rüdiger Stenzel (TV Wattenscheid 01)                                         | 3:39,04 min    | Torsten Herwig (OSC Berlin)                                                         | 3:43,15 min    | Steffen Teichmann (OSC Berlin)                                                             | 3:43,33 min                |
| 5000 m                                      | Dieter Baumann (TSV Bayer 04 Leverkusen)                                     | 13:19,08 min   | Michael Fietz (LG Ratio Münster)                                                    | 14:01,99 min   | Matthias Luck (LG Wedel-Pinneberg)                                                         | 14:03,99 min               |
| 10.000 m                                    | Thorsten Naumann (LAV Bayer Uerdingen/Dormagen)                              | 28:17,93 min   | Carsten Eich (LAC Quelle Fürth/München)                                             | 28:25,51 min   | Thomas Greger (ABC Ludwigshafen)                                                           | 28:49,02 min               |
| Halbmarathon                                | Carsten Eich (LAC Quelle Fürth/München)                                      | 1:02:56 h0000  | Michael Fietz (LG Ratio Münster)                                                    | 1:04:08 h0000  | Rainer Wachenbrunner (LG Nike Berlin)                                                      | 1:04:16 h0000              |
| Halbmarathon, Mannschaftswertung            | LAC Quelle Fürth/MünchenCarsten Eich Dirk Nürnberger Klaus-Peter Nabein      | 3:12:40 h0000  | LG Wedel-PinnebergAndré Green Matthias Luck Uwe Schimkus                            | 3:20:07 h0000  | LG BraunschweigRainer Huth Mario Burger Christian Husmann                                  | 3:21:33 h0000              |
| Marathon                                    | Dirk Nürnberger (LAC Quelle Fürth/München)                                   | 2:17:14 h0000  | Eike Loch (LAC Quelle Fürth/München)                                                | 2:17:44 h0000  | Christoph Melcher (LG Ortenau-Nord)                                                        | 2:23:13 h0000              |
| Marathon, Mannschaftswertung                | LAC Quelle Fürth/MünchenDirk Nürnberger Eike Loch Kurt Stenzel               | 6:59:36 h0000  | DJK Armada WürselenMichael Reuel Jörg Achten Oliver Degenhardt                      | 7:32:19 h0000  | TSV Adelberg-OberberkenThomas Danzer Holger Staudenmaier Martin Hermann                    | 7:39:270000                |
| 100-km-Straßenlauf                          | Rainer Müller (LTF Marpingen)                                                | 6:46:13 h0000  | Michael Sommer (Eichenkreuz Schwaikheim)                                            | 6:46:13 h0000  | Lutz Aderhold (SSC Hanau-Rodenbach)                                                        | 7:06:15 h0000              |
| 100-km-Straßenlauf, Mannschaftswertung      | LTF MarpingenRainer Müller Jörg Hooß Volker Becker-Wirbel                    | 21:27:41 h0000 | SSC Hanau-RodenbachLutz Aderhold Stefan Hinze Helmut Kreiß                          | 24:00:26 h0000 | SuS Schalke 96Wolfgang Thamm Ludger Garding Ingo Damnitz                                   | 24:40:16 h0000             |
| 110 m Hürden (Wind: −0,3)                   | Florian Schwarthoff (LAC Quelle Fürth/München)                               | 13,23 s00      | Mike Fenner (LG Nike Berlin)                                                        | 13,31 s00      | Falk Balzer (TuS Jena)                                                                     | 13,40 s00                  |
| 400 m Hürden                                | Steffen Kolb (LG Offenburg)                                                  | 50,50 s00      | Stephan Striezel (TV Wattenscheid 01)                                               | 50,75 s00      | Thomas Goller (LG Dresdner SC)                                                             | 50,75 s00                  |
| 3000 m Hindernis                            | Mark Ostendarp (TV Wattenscheid 01)                                          | 8:35,65 min    | Martin Strege (Erfurter LAC)                                                        | 8:36,31 min    | André Green (LG Wedel-Pinneberg)                                                           | 8:38,09 min                |
| 4 × 100 m Staffel                           | TV Wattenscheid 01Alexander Kosenkow Marc Blume Holger Blume André Ernst     | 39,51 s00      | TSV Bayer 04 LeverkusenTim Tonder Daniel Bittner Guido Kluth Frank Kobor            | 39,77 s00      | LC RehlingenRalf Ruth Roger Gräber Andreas Ruth Uwe Eisenbeis                              | 39,92 s00                  |
| 4 × 400 m Staffel                           | TSV Bayer 04 LeverkusenDaniel Bittner Markus Rau Guido Kluth Julian Voelkel  | 3:08,74 min    | LAC Quelle Fürth/MünchenFaliero Graiani Norbert Wörlein Jan Dietrich Nico Motchebon | 3:09,50 min    | VfL SindelfingenBernd Koschka Holger Vogelsang Uli Zimmer Michael Schwab                   | 3:11,08 min                |
| 4 × 800-m-Staffel                           | LAC Quelle Fürth/MünchenThomas Dietrich Joachim Dehmel Dirk Heinze Darko Leo | 7:23,28 min    | LAG Mittlere IsarStefan Millitzer Stephan Eberle German Hehn Oliver Daum            | 7:26,10 min    | ART DüsseldorfMausfeld Jens Bergmann Frank van Thiel Imran Sillah                          | 7:29,40 min                |
| 4 × 1500-m-Staffel                          | OSC BerlinJan Hebecker Thomas Stoffer Torsten Herwig Steffen Teichmann       | 15:23,42 min   | ASV KölnSchäfer Manfred Wollersheim Oliver Klug Mirko Döring                        | 15:28,00 min   | LAC Quelle Fürth/MünchenJoachim Dehmel Embaye Hedrit Sebastian Hallmann Christian Knoblich | 15:28,52 min               |
| 20-km-Gehen                                 | Robert Ihly (LG Offenburg)                                                   | 1:21:40 h0000  | Nischan Daimer (Werder Bremen)                                                      | 1:23:24 h0000  | Axel Noack (OSC Berlin)                                                                    | 1:26:59 h0000              |
| 20-km-Gehen, Mannschaftswertung             | LGV GleinaDenis Trautmann Mike Trautmann Markus Heft                         | 4:30:25 h0000  | LAC Quelle Fürth/MünchenMichael Lohse Peter Zanner Ralf Rose                        | 4:30:52 h0000  | Berliner SCDenis Erkic Volker Umlauft Maik Berger                                          | 4:41:16 h0000              |
| 50-km-Gehen                                 | Thomas Wallstab (LG Offenburg)                                               | 3:51:44 h0000  | Axel Noack (OSC Berlin)                                                             | 3:55:25 h0000  | Denis Franke (LAC Quelle Fürth/München)                                                    | 4:08:15 h0000              |
| 50-km-Gehen, Mannschaftswertung             | OSC BerlinAxel Noack Volkmar Scholz Andreas Klose                            | 13:06:33 h0000 | LAC Quelle Fürth/MünchenDenis Franke Michael Lohse Alfons Schwarz                   | 13:06:48 h0000 | nur 2 Teams in der Wertung                                                                 | nur 2 Teams in der Wertung |
| Hochsprung                                  | Martin Buß (LAC Halensee Berlin)                                             | 2,28 m         | Christian Rhoden (TSV Bayer 04 Leverkusen)                                          | 2,25 m         | Toni Riepl (LAC Quelle Fürth/München)                                                      | 2,18 m                     |
| Stabhochsprung                              | Tim Lobinger (LT DSHS Köln)                                                  | 5,70 m         | Werner Holl (LG VfB/Kickers Stuttgart)                                              | 5,50 m         | Michael Stolle (TSV Bayer 04 Leverkusen) Andrei Tivontschik (LAZ Zweibrücken)              | 5,50 m                     |
| Weitsprung                                  | Thorsten Heide (TK Hannover)                                                 | 7,98 m         | Kofi Amoah Prah (Berliner SC)                                                       | 7,84 m         | Hans-Peter Lott (TV Heppenheim)                                                            | 7,81 m                     |
| Dreisprung                                  | Charles Friedek (TSV Bayer 04 Leverkusen)                                    | 17,34 m        | Volker Mai (SC Neubrandenburg)                                                      | 16,67 m        | Silvio Retscher (LG Wedel-Pinneberg)                                                       | 16,63 m                    |
| Kugelstoßen                                 | Oliver-Sven Buder (TV Wattenscheid 01)                                       | 20,42 m        | Michael Mertens (LG Göttingen)                                                      | 20,15 m        | Ole Hertel (LAC Halensee Berlin)                                                           | 19,28 m                    |
| Diskuswurf                                  | Lars Riedel (LAC Chemnitz)                                                   | 69,48 m        | Andreas Seelig (USC Mainz)                                                          | 66,00 m        | Jürgen Schult (Schweriner SC)                                                              | 64,80 m                    |
| Hammerwurf                                  | Heinz Weis (TSV Bayer 04 Leverkusen)                                         | 83,04 m        | Holger Klose (Eintracht Frankfurt)                                                  | 77,64 m        | Karsten Kobs (LG Olympia Dortmund)                                                         | 77,12 m                    |
| Speerwurf                                   | Boris Henry (SV Saar 05 Saarbrücken)                                         | 88,06 m        | Peter Blank (Eintracht Frankfurt)                                                   | 82,74 m        | Andreas Linden (LAV Bayer Uerdingen/Dormagen)                                              | 81,36 m                    |
| Zehnkampf                                   | Mike Maczey (TSV Böklund)                                                    | 7910 P         | Martin Otte (LT DSHS Köln)                                                          | 7862 P         | Thomas Görz (LG Kindelsberg Kreuztal)                                                      | 7851 P                     |
| Zehnkampf, Mannschaftswertung               | TSV Bayer 04 LeverkusenChristof Reuber Philip Ibe Georg Zwirner              | 22.943 P       | OSC BerlinAxel Sacharowitz David Mewes Gregor Neumann                               | 22.596 P       | VfL KauferingFlorian Schönbeck Jochen Hegewald Wolfgang Hübl                               | 22.043 P                   |
| Crosslauf Mittelstrecke – 3,3 km            | Michael Busch (LAC Veltins Hochsauerland)                                    | 9:38 min00     | Dominique Löser (LG Ratio Münster)                                                  | 9:40 min00     | Jirka Arndt (LG Potsdam)                                                                   | 9:43 min00                 |
| Crosslauf Mittelstrecke, Mannschaftswertung | LG Ratio MünsterDominique Löser Heiko Schulze Michael Schmitt                | Pl.-Ziff. 42   | LG BraunschweigJörn Wagner Dirk Loose Krause                                        | Pl.-Ziff. 55   | SSV Ulm 1846Manfred Karg Urs Laubender Stephan Ziefle                                      | Pl.-Ziff. 67               |
| Crosslauf Langstrecke – 9,7 km              | Dieter Baumann (TSV Bayer 04 Leverkusen)                                     | 28:28 min00    | Rainer Wachenbrunner (LG Nike Berlin)                                               | 29:16 min00    | Christian Fischer (LG Wipperfürth)                                                         | 29:20 min00                |
| Crosslauf Langstrecke, Mannschaftswertung   | TSV Bayer 04 LeverkusenDieter Baumann Martin Block Heinz-Bernd Bürger        | Pl.-Ziff. 17   | LG Nike BerlinRainer Wachenbrunner Uwe König Jan Diekow                             | Pl.-Ziff. 25   | LG Wedel-PinnebergAndré Green Uwe Schimkus Matthias Luck                                   | Pl.-Ziff. 60               |
| Berglauf – 9,5 km                           | Thomas Greger (ABC Ludwigshafen)                                             | 39:12 min      | Ulrich Steidl (SSC Hanau-Rodenbach)                                                 | 39:40 min      | Michael Scheytt (TG Viktoria Augsburg)                                                     | 40:15 min                  |
| Berglauf, Mannschaftswertung                | SVO GermaringenPhilipp Kehl Martin Sambale Markus Seiler                     | Pl.-Ziff. 22   | SG AdelsbergHeiko Schinkitz Andre Singer Axel Petzsch                               | Pl.-Ziff. 41   | SSC Hanau/RodenbachUlrich Steidl Carsten Arndt Sascha Arndt                                | Pl.-Ziff. 54               |

## Medaillengewinner Frauen
| Disziplin                                   | Gold                                                                           | Leistung       | Silber                                                                           | Leistung       | Bronze                                                                          | Leistung                          |
| ------------------------------------------- | ------------------------------------------------------------------------------ | -------------- | -------------------------------------------------------------------------------- | -------------- | ------------------------------------------------------------------------------- | --------------------------------- |
| 100 m (Wind: −1,1)                          | Andrea Philipp (LG Olympia Dortmund)                                           | 11,33 s00      | Melanie Paschke (TV Wattenscheid 01)                                             | 11,34 s00      | Esther Möller (LG Olympia Dortmund)                                             | 11,51 s00                         |
| 200 m (Wind: −1,3)                          | Grit Breuer (OSC Berlin)                                                       | 22,73 s00      | Andrea Philipp (LG Olympia Dortmund)                                             | 22,75 s00      | Melanie Paschke (TV Wattenscheid 01)                                            | 22,81 s00                         |
| 400 m                                       | Grit Breuer (OSC Berlin)                                                       | 51,07 s00      | Anja Rücker (TuS Jena)                                                           | 51,51 s00      | Uta Rohländer (SV Halle)                                                        | 52,06 s00                         |
| 800 m                                       | Linda Kisabaka (TSV Bayer 04 Leverkusen)                                       | 2:00,52 min    | Norma Schimmer (OSC Berlin)                                                      | 2:02,86 min    | Marlies Hartlieb (OSC Berlin)                                                   | 2:03,06 min                       |
| 1500 m                                      | Sylvia Kühnemund (SV Halle)                                                    | 4:11,21 min    | Anne Bruns (LAV Meppen)                                                          | 4:11,83 min    | Luminita Zaituc (LG Braunschweig)                                               | 4:12,02 min                       |
| 5000 m                                      | Kristina da Fonseca-Wollheim (SV Halle)                                        | 15:16,85 min   | Luminita Zaituc (LG Braunschweig)                                                | 15:35,00 min   | Kathrin Weßel geb. Ullrich (OSC Berlin)                                         | 15:44,81 min                      |
| 10.000 m                                    | Sonja Krolik (TSV Bayer 04 Leverkusen)                                         | 32:39,50 min   | Luminita Zaituc (LG Braunschweig)                                                | 32:41,03 min   | Melanie Kraus (TSV Bayer 04 Leverkusen)                                         | 32:41,40 min                      |
| Halbmarathon                                | Birgit Jerschabek (ABC Ludwigshafen)                                           | 1:14:28 h0000  | Tanja Kalinowski (ASC Rosellen/Neuss)                                            | 1:15:13 h0000  | Manuela Veith (ABC Ludwigshafen)                                                | 1:15:28 h0000                     |
| Halbmarathon, Mannschaftswertung            | ASC Rosellen/NeussTanja Kalinowski Petra Maak geb. Sander Stefanie Soeder      | 3:50:09 h0000  | ABC LudwigshafenBirgit Jerschabek Manuela Veith Saskia Jeck                      | 3:50:120000    | LAC Quelle Fürth/MünchenAndrea Holzschuh Johanna Baumgartner Birgit Sonntag     | 3:56:110000                       |
| Marathon                                    | Petra Maak geb. Sander (ASC Rosellen/Neuss)                                    | 2:43:01 h0000  | Katharina Kaufmann (LG Domspitzmilch Regensburg)                                 | 2:44:26 h0000  | Ulrike Hoeltz (LSG Karlsruhe)                                                   | 2:47:29 h0000                     |
| Marathon, Mannschaftswertung                | LG RegensburgKatharina Kaufmann Sophie Berkmiller Daniela Arndt                | 8:26:06 h0000  | LLG St. AugustinBirgit Lennartz-Lohrengel Nicole Kresse Anke Drescher            | 8:51:31 h0000  | ASC Rosellen/NeussPetra Maak geb. Sander Martina Zentis Angelika Olschowski     | 8:57:26 h0000                     |
| 100-km-Straßenlauf                          | Birgit Lennartz-Lohrengel (LLG St. Augustin)                                   | 7:57:03 h0000  | Anke Drescher (LLG St. Augustin)                                                 | 8:21:20 h0000  | Elke Hiebl (WSV Skadi Bodenmais)                                                | 8:22:53 h0000                     |
| 100-km-Straßenlauf, Mannschaftswertung      | SSC Hanau/RodenbachIris Reuter Katharina Janicke Anna Dyck                     | 27:59:19 h0000 | LG Nord-BerlinHelga Backhaus Heike Pawzik Bettina Wittpahl-Haupt                 | 31:51:26 h0000 | nur 2 Mannschaften in der Wertung                                               | nur 2 Mannschaften in der Wertung |
| 100 m Hürden (Wind: −1,1)                   | Mona Steigauf (USC Mainz)                                                      | 13,01 s00      | Sabine Braun (TV Wattenscheid 01)                                                | 13,19 s00      | Caren Sonn (MTG Mannheim)                                                       | 13,22 s00                         |
| 400 m Hürden                                | Silvia Rieger (TuS Eintracht Hinte)                                            | 55,21 s00      | Gesine Schmidt (ATS Cuxhaven)                                                    | 56,30 s00      | Ulrike Ahlborn (TSG Bergedorf)                                                  | 56,45 s00                         |
| 4 × 100 m Staffel                           | LG Olympia DortmundKatja Seidel Esther Möller Silke-Beate Knoll Andrea Philipp | 43,84 s00      | LAG Mittlere IsarBirgit Freihuber Gabi Rockmeier Birgit Rockmeier Susanne Wacker | 44,18 s00      | TV Wattenscheid 01Melanie Paschke Silke Eichmann Carmen Bertmaring Sabine Braun | 44,36 s00                         |
| 4 × 400 m Staffel                           | OSC BerlinNorma Schimmer Nadja Hack Jana Schönenberger Marlies Hartlieb        | 3:35,05 min    | TSV Bayer 04 LeverkusenBroich Aysel Kadioglu Anke Feller Linda Kisabaka          | 3:35,22 min    | LG Dresdner SCSusanne Merkel Berit Bauer Claudia Jung Karla Faulhaber           | 3:37,84 min                       |
| 3 × 800-m-Staffel                           | SV HalleUta Rohländer Kristina da Fonseca-Wollheim Sylvia Kühnemund            | 6:17,38 min    | LG BraunschweigKatrin Bröger Kristina Terheiden Luminita Zaituc                  | 6:20,48        | LAC Quelle Fürth/MünchenKaren Hartmann Peggy Müller Daniela Struckmeier         | 6:21,64                           |
| 5000-m-Bahngehen                            | Beate Gummelt geb. Anders (LAC Halensee Berlin)                                | 21:17,55 min   | Melanie Seeger (LG Potsdam)                                                      | 22:05,75 min   | Annett Arnberg (LAZ Leipzig)                                                    | 22:52,98 min                      |
| 10-km-Gehen                                 | Beate Gummelt geb. Anders (LAC Halensee Berlin)                                | 43:24 min00    | Kathrin Boyde (USC Freiburg)                                                     | 44:34 min00    | Melanie Seeger (LG Potsdam)                                                     | 46:12 min00                       |
| 10-km-Gehen, Mannschaftswertung             | LAZ LeipzigAnnett Amberg Ute Vollmann Winnie Eckhardt                          | 2:28:02 h0000  | TV Groß-GerauNicole Best Dania Werner Annelore Werner                            | 2:48:58 h0000  | LAV Bayer Uerdingen/DormagenAina Mikrikow Adam T. Mikrikow                      | 2:57:11 h0000                     |
| Hochsprung                                  | Heike Balck (Schweriner SC)                                                    | 1,96 m         | Alina Astafei (USC Mainz)                                                        | 1,96 m         | Amewu Mensah (TSV Bayer 04 Leverkusen)                                          | 1,88 m                            |
| Stabhochsprung                              | Andrea Müller (LAZ Zweibrücken)                                                | 4,20 m         | Janet Zach (LC Cottbus)                                                          | 4,15 m         | Monika Götz (LAZ Würzburg)                                                      | 4,10 m                            |
| Weitsprung                                  | Susen Tiedtke (LG Hof)                                                         | 6,86 m         | Sabine Braun (TV Wattenscheid 01)                                                | 6,83 m         | Heike Drechsler geb. Daute (Erfurter LAC)                                       | 6,75 m                            |
| Dreisprung                                  | Petra Lobinger geb. Laux (TSV Bayer 04 Leverkusen)                             | 14,35 m        | Ramona Molzan (LAC Quelle Fürth/München)                                         | 13,58 m        | Nkechi Madubuko (TV Wattenscheid 01)                                            | 13,52 m                           |
| Kugelstoßen                                 | Astrid Kumbernuss (SC Neubrandenburg)                                          | 20,56 m        | Stephanie Storp (VfL Wolfsburg)                                                  | 18,71 m        | Nadine Kleinert (SC Magdeburg)                                                  | 18,38 m                           |
| Diskuswurf                                  | Franka Dietzsch (SC Neubrandenburg)                                            | 64,82 m        | Jana Lauren (LG Nike Berlin)                                                     | 61,34 m        | Anja Möllenbeck geb. Gründler (SC Magdeburg)                                    | 58,36 m                           |
| Hammerwurf                                  | Simone Mathes (TSV Bayer 04 Leverkusen)                                        | 61,98 m        | Kirsten Münchow (TuS Eintracht Minden)                                           | 61,24 m        | Inga Beyer (USC Mainz)                                                          | 60,58 m                           |
| Speerwurf                                   | Tanja Damaske (OSC Berlin)                                                     | 66,08 m        | Steffi Nerius (TSV Bayer 04 Leverkusen)                                          | 64,46 m        | Karen Forkel (SV Halle)                                                         | 64,16 m                           |
| Siebenkampf                                 | Peggy Beer (LAC Halensee Berlin)                                               | 6300 P         | Heike Blassneck (LAC Quelle Fürth/München)                                       | 6123 P         | Karin Specht (LAC Quelle Fürth/München)                                         | 6028 P                            |
| Siebenkampf, Mannschaftswertung             | LAC Quelle Fürth/MünchenHeike Blassneck Karin Specht Heike Scholz              | 17.105 P       | LG SemptSabine Smieja Sabine Schwarz Katrin Schröder                             | 16.234 P       | USC MainzKerstin Dörry Ulrike Holzner Hamburger                                 | 15.505 P                          |
| Crosslauf Mittelstrecke                     | Luminita Zaituc (LG Braunschweig)                                              | 10:54 min00    | Kathrin Wolf (LAC Quelle Fürth/München)                                          | 11:13 min00    | Steffi Kallensee (Eintracht Frankfurt)                                          | 11:25 min00                       |
| Crosslauf Mittelstrecke, Mannschaftswertung | LAC Quelle Fürth/MünchenKathrin Wolf Claudia Lenz Karen Hartmann               | Pl.-Ziff. 16   | LG BraunschweigLuminita Zaituc Martina Leusmann Katrin Bröger                    | Pl.-Ziff. 28   | LG RegensburgKatharina Kaufmann Sophie Berkmiller Andrea Scharrer               | Pl.-Ziff. 44                      |
| Crosslauf Langstrecke – 6,5 km              | Claudia Dreher (TSV Bayer 04 Leverkusen)                                       | 21:56 min00    | Melanie Kraus (TSV Bayer 04 Leverkusen)                                          | 22:03 min00    | Tanja Kalinowski (ASC Rosellen/Neuss)                                           | 22:24 min00                       |
| Crosslauf Langstrecke, Mannschaftswertung   | TSV Bayer 04 LeverkusenClaudia Dreher Melanie Kraus Sonja Krolik               | Pl.-Ziff. 9    | ASC Rosellen/NeussTanja Kalinowski Petra Maak geb. Sander Stefanie Soeder        | Pl.-Ziff. 22   | SV Saar 05 SaarbrückenNicole Frank Marion Herzog Sandra Schwarz                 | Pl.-Ziff. 69                      |
| Berglauf – 9,5 km                           | Johanna Baumgartner (LAC Quelle Fürth/München)                                 | 47:10 min00    | Gudrun de Pay (TSV Trochtelfingen)                                               | 48:17 min00    | Ellen Schöner (SSV Ulm 1846)                                                    | 48:52 min00                       |
| Berglauf, Mannschaftswertung                | LC BreisgauSonja Ambrosy Barbara Imgraben Karin Steiger                        | Pl.-Ziff. 41   | ASC Rosellen/NeussStefanie Soeder Ute Jenke Birgit Behrendt                      | Pl.-Ziff. 64   | LAC Quelle Fürth/MünchenJohanna Baumgartner Ursula Schedel Silke Hennersdorf    | Pl.-Ziff. 70                      |